# James Clugnet
James Matthieu Clugnet (* 4. Dezember 1996 in Grenoble, Frankreich) ist ein britischer Skilangläufer.

## Werdegang
Clugnet startete international erstmals im Februar 2013 beim Europäischen Olympischen Winter-Jugendfestival in Predeal und belegte dabei den 72. Platz über 7,5 km klassisch, den 65. Rang über 10 km Freistil und den 56. Platz im Sprint. Im folgenden Jahr errang er bei den Nordischen Junioren-Skiweltmeisterschaften 2014 in Fleimstal den 82. Platz im Skiathlon, den 70. Platz über 10 km klassisch und den 62. Platz im Sprint. Bei den Nordischen Junioren-Skiweltmeisterschaften 2015 in Almaty kam er auf den 66. Platz über 10 km Freistil, auf den 64. Rang im Skiathlon und auf den 60. Platz im Sprint und bei den Nordischen Junioren-Skiweltmeisterschaften 2016 in Râșnov auf den 69. Platz über 15 km Freistil, auf den 63. Rang über 10 km klassisch und auf den 45. Platz im Sprint. Im Dezember 2016 startete er in Goms erstmals im Alpencup und errang dabei den 54. Platz im Sprint. Im folgenden Monat lief er bei den U23-Weltmeisterschaften 2017 in Soldier Hollow auf den 48. Platz über 15 km Freistil und auf den 41. Rang im Sprint. Bei den nordischen Skiweltmeisterschaften 2017 in Lahti belegte er den 75. Platz im Sprint und den 67. Rang über 15 km klassisch. Zu Beginn der Saison 2017/18 debütierte er in Ruka im Skilanglauf-Weltcup und kam dabei auf den 118. Platz im Sprint und auf den 112. Rang über 15 km klassisch. Bei den U23-Weltmeisterschaften 2018 in Goms errang er den 63. Platz über 15 km klassisch und den 13. Platz im Sprint. Im Dezember 2018 holte er in Davos mit dem 28. Platz im Sprint seine ersten Weltcuppunkte. Bei den U23-Weltmeisterschaften 2019 in Lahti belegte er den 55. Platz über 15 km Freistil und den 51. Rang im Sprint und bei den nordischen Skiweltmeisterschaften 2019  in Seefeld in Tirol den 25. Platz im Sprint und zusammen mit Andrew Young den 13. Rang im Teamsprint. Zwei Jahre später lief er bei den nordischen Skiweltmeisterschaften in Oberstdorf auf den 62. Platz über 15 km Freistil, auf den 40. Rang im Sprint und zusammen mit Andrew Young auf den 13. Platz im Teamsprint. Bei seiner ersten Teilnahme an Olympischen Winterspielen in Peking belegte er den 40. Platz im Sprint und den 20. Rang im Teamsprint.

## Teilnahmen an Weltmeisterschaften und Olympischen Winterspielen

### Olympische Spiele
- 2022 Peking: 20. Platz Teamsprint klassisch, 40. Platz Sprint Freistil

### Nordische Skiweltmeisterschaften
- 2017 Lahti: 65. Platz 15 km klassisch, 73. Platz Sprint Freistil
- 2019 Seefeld in Tirol: 11. Platz Teamsprint klassisch, 25. Platz Sprint Freistil
- 2021 Oberstdorf: 13. Platz Teamsprint Freistil, 40. Platz Sprint klassisch, 62. Platz 15 km Freistil
- 2023 Planica: 6. Platz Teamsprint Freistil, 48. Platz Sprint klassisch
- 2025 Trondheim: 9. Platz Staffel, 19. Platz Teamsprint Freistil, 19. Platz Sprint Freistil, 42. Platz 50 km Freistil Massenstart

## Platzierungen im Weltcup

### Weltcup-Statistik
Die Tabelle zeigt die erreichten Platzierungen im Einzelnen.
- 1.–3. Platz: Anzahl der Podiumsplatzierungen
- Top 10: Anzahl der Platzierungen unter den ersten zehn
- Punkteränge: Anzahl der Platzierungen innerhalb der Punkteränge
- Starts: Anzahl gelaufener Rennen in der jeweiligen Disziplin
- Hinweis: Bei den Distanzrennen erfolgt die Einordnung gemäß FIS.

| Platzierung               | Distanzrennen a | Distanzrennen a | Distanzrennen a | Distanzrennen a | Distanzrennen a | Skiathlon Verfolgung | Sprint | Etappen- rennen b | Gesamt | Team   | Team    |
| Platzierung               | ≤ 5 km          | ≤ 10 km         | ≤ 15 km         | ≤ 30 km         | > 30 km         | Skiathlon Verfolgung | Sprint | Etappen- rennen b | Gesamt | Sprint | Staffel |
| ------------------------- | --------------- | --------------- | --------------- | --------------- | --------------- | -------------------- | ------ | ----------------- | ------ | ------ | ------- |
| 1. Platz                  |                 |                 |                 |                 |                 |                      |        |                   |        |        |         |
| 2. Platz                  |                 |                 |                 |                 |                 |                      |        |                   |        |        |         |
| 3. Platz                  |                 |                 |                 |                 |                 |                      |        |                   |        |        |         |
| Top 10                    |                 |                 |                 |                 |                 |                      | 4      |                   | 4      | 4      |         |
| Punkteränge               |                 | 4               |                 | 3               |                 |                      | 38     |                   | 45     | 10     | 1       |
| Starts                    |                 | 8               | 17              | 8               | 1               | 7                    | 58     | 2                 | 101    | 13     | 1       |
| Stand: Saisonende 2024/25 |                 |                 |                 |                 |                 |                      |        |                   |        |        |         |

### Weltcup-Gesamtplatzierungen
| Saison  | Gesamt | Gesamt | Distanz | Distanz | Sprint | Sprint |
| Saison  | Punkte | Platz  | Punkte  | Platz   | Punkte | Platz  |
| ------- | ------ | ------ | ------- | ------- | ------ | ------ |
| 2018/19 | 47     | 79.    | –       | –       | 47     | 39.    |
| 2019/20 | 57     | 73.    | –       | –       | 57     | 34.    |
| 2020/21 | 67     | 66.    | –       | –       | 67     | 26.    |
| 2021/22 | 37     | 82.    | –       | –       | 37     | 43.    |
| 2022/23 | 215    | 78.    | 2       | 117.    | 213    | 33.    |
| 2023/24 | 273    | 66.    | 63      | 78.     | 210    | 34.    |
| 2024/25 | 94     | 114.   | 9       | 133.    | 85     | 55.    |